# صلیب نظامی ۱۹۱۴-۱۹۱۸ (فرانسه)
صلیب نظامی ۱۹۱۴-۱۹۱۸ (انگلیسی: War Cross)، یک مدال افتخاری بود که اولین بار در طول جنگ جهانی اول به خاطر خدمات شجاعانه فرانسوی ها و متحدان ایشان ایجاد شد. بلافاصله پس از شروع جنگ جهانی اول، مقامات نظامی فرانسه احساس کردند که باید یک جایزه نظامی جدید ایجاد شود. در آن زمان مدال دیگری به نام Citation du jour وجود داشت که در قالب یک سند کاغذی بود. در پایان سال۱۹۱۴، ژنرال بوئل، فرمانده کل لشکر چهارم فرانسه، تلاش کرد تا دولت فرانسه را متقاعد کند که یک جایزه نظامی رسمی ایجاد کند. موریس بارس، نویسنده و نماینده مشهور پاریس، از بوئل در باب تلاش‌هایش حمایت کرد.در ۲۳ دسامبر ۱۹۱۴، ژرژ بونفوس، نماینده مجلس فرانسه، لایحه قانونی برای ایجاد Croix de la Valeur Militaire (صلیب شجاعت نظامی) را ارائه داد. این طرح توسط ۶۶ نماینده دیگر مجلس امضا شد. امیل دریان، یک نماینده مجلس که در طول این مدت در منطقه جنگی خدمت می کرد، پس از بازگشت به مجلس قانونگذاری، سخنگوی مسلم این طرح شد. در ۱۸ ژانویه ۱۹۱۵ دریان این لایحه را ارائه کرد اما نام جایزه نظامی به Croix de guerre ("صلیب جنگی") تغییر نام داد و سرانجام در ۲ آوریل ۱۹۱۵ به تصویب مجمع ملی رسید.